# ピュロロブス・フマリイ
ピュロロブス・フマリイ（Pyrolobus fumarii、ピロ- 、パイロロバス・フマリ）は、ピュロディクティウム科に属する古細菌の一属。正式に発表されているクレンアーキオータの中では最も好熱性が強く、1997年から2003年までの間最も高温で増殖が可能な生物として知られていた。
学名は、Pyro-（ピュロ。ギリシャ語が由来で「炎」）lobus（ロブス。ラテン語で「丸・耳朶、葉よう」）+ fumarii（フーマーリイー。ラテン語で「煙突の」）である。属名は形態と生育温度、種形容語はブラックスモーカーから発見されたことに由来する。

## 概要
1996年に大西洋中央海嶺の水深3650mにある世界最大の熱水噴出孔TAG熱水マウンドより発見された。生育温度は最高113°Cに達し、当時最も好熱性が強いとされていたMethanopyrus kandleri AV19やPyrodictiumなどの記録を3°C更新した。また、121°C1時間のオートクレーブでは完全には滅菌できないことが報告された。
栄養的性質としては、硝酸やチオ硫酸、微好気下で酸素を用いて水素を酸化して増殖、アンモニアや硫化水素、水などを排出する。通性微好気性独立栄養生物に分類される。有機物や硫黄の存在は増殖をむしろ抑制する。
細胞壁は一般的な古細菌と同じくS-レイヤーより構成され、グラム染色では陰性を示す。形状は不定形の球菌。
- 生育温度 : 90-113°C（至適106°C）
- 生育最適 : pH4-6.5（至適pH5.5）
- 生育NaCl濃度 : 1-4%（至適塩濃度1.7%）

Pyrolobus fumariiの増殖温度113°Cは、2003年に近縁の古細菌Strain 121（121°C）によって更新されている（ただしStrain 121の記録は再現性がとれないまま、2008年にMethanopyrus kandleri Strain 116の122°Cによって更新）。